# Victims Family
A Victims Family (vagy Victim's Family) egy amerikai hardcore punk együttes. Zenéjük a punk, heavy metal és jazz keveréke. A hard rock és noise rock műfajok elemei is hallhatóak zenéjükben. 1984-ben alakultak Kaliforniában.

## Története
A zenekar Santa Rosa városából származik. Első koncertjüket a kaliforniai Petalumában tartották. 1985 nyarán már turnéztak is Albuquerque-ben. Koncerteztek a NOFX-szel is, illetve a Dead Kennedys, Social Unrest és a The Descendents előzenekaraként is játszottak a Novato Theater-ben, ahol Jello Biafra felfedezte őket. 1986-ban a Butthole Surfers előzenekaraként játszottak, ugyanebben az évben a Nomeansno-val is együtt koncerteztek. Ugyanebben az évben adták ki első nagylemezüket. 1992-ben leszerződtek Jello Biafra kiadójához, az Alternative Tentacles-höz és negyedik lemezük az ő gondozásában jelent meg.
A Victims Family többször is feloszlott.

## Tagok
- Ralph Spight - ének, gitár
- Larry Boothroyd - basszusgitár
- Tim Solyan - dob (1989-1994, 2004-)

## Korábbi tagok
- Devon VrMeer - (1984-1988)
- Eric Strand - (1988-1989)
- Dave Gleza - (2001-2002)

## Diszkográfia
- Voltage and Violets (1986)
- Things I Hate to Admit (1988)
- White Bread Blues (1990)
- The Germ (1992)
- Headache Remedy (1994)
- Four Great Thrash Songs (1995)
- Apocalicious (2001)